# Muradin Olmez
Muradin Olmez (n.1949), (en cirílico, Мурадин Ольмезов) escritor kazajo en idioma karachayo-bálkaro.
Vive actualmente en Nálchik.

## Obras
...
- La sangre y la ceniza.